# Pertoltice (district de Liberec)
Pour les articles homonymes, voir Pertoltice.
Pertoltice (en allemand : Berzdorf) est une commune du district et de la région de Liberec, en République tchèque. Sa population s'élevait à 299 habitants en 2021.

## Géographie
Pertoltice se trouve à 7 km au nord de Frýdlant, à 24 km au nord de Liberec et à 111 km au nord-est de Prague.
La commune est limitée par Habartice et la Pologne au nord, par Bulovka à l'est et au sud, et par Višňová à l'ouest.

## Histoire
Dans les années 1930, Berzdorf était presque exclusivement peuplée d'Allemands, mais ces derniers furent expulsés après la Seconde Guerre mondiale, en conséquence des décrets Beneš. En 1949, les communes d'Oberberzdorf et Niederberzdorf furent réunies. Le 1er mai 1980, Pertoltice fut rattachée à Habartice, mais le 1er janvier 1991, la commune de Pertoltice fut rétablie.

## Administration
La commune se compose de deux sections :
- Dolní Pertoltice
- Horní Pertoltice

## Transports
Par la route, Pertoltice se trouve à 8 km de Frýdlant, à 33 km de Liberec et à 142 km de Prague.